# Bergtinamoe
De bergtinamoe (Nothocercus bonapartei) is een vogel uit de familie tinamoes (Tinamidae). De wetenschappelijke naam van de soort is voor het eerst geldig gepubliceerd in 1867 door Gray.

## Beschrijving
De bergtinamoe wordt ongeveer 38,5 cm lang en 925 g zwaar. Zijn verenkleed is overwegend zwart of kaneelkleurig.

## Voedsel
De bergtinamoe eet fruit van de grond of overhangende takken en soms ook insecten.

## Voortplanting
Het mannetje broedt de eieren (4-12) uit en voedt ook de jongen op. De eieren kunnen van meer dan één vrouwtje komen.

## Voorkomen
De soort komt  voor van Costa Rica tot Peru en telt 5 ondersoorten:
- N. b. frantzii: Costa Rica en westelijk Panama.
- N. b. bonapartei: het noordelijke deel van Centraal-Colombia en westelijk Venezuela.
- N. b. intercedens: westelijk Colombia.
- N. b. discrepans: oostelijk Colombia.
- N. b. plumbeiceps: oostelijk Ecuador en noordelijk Peru.

## Beschermingsstatus
Op de Rode Lijst van de IUCN heeft de soort de status niet bedreigd.